# John Darsee
John Roland Darsee (Huntington, c. 1948
) es un médico y exinvestigador médico estadounidense. Fue conocido después de compilar una impresionante lista de publicaciones en revistas científicas de renombre, las cuales se descubrió más tarde que había falsificado datos para sus publicaciones.

## Primeros años
Obtuvo su educación universitaria en la Universidad de Notre Dame, luego fue a la escuela de medicina en la Universidad de Indiana, donde se licenció en 1974.

## Carrera
Tenía una excelente reputación como estudiante e investigador médico. Trabajó en la Universidad Emory de 1974 a 1979, como médico residente jefe en el Grady Memorial Hospital. Luego se trasladó a la Universidad de Harvard, donde trabajó como investigador en el Cardiac Research Laboratory. Produjo cinco artículos importantes en sus primeros 15 meses en Harvard. El jefe de su laboratorio, el cardiólogo Eugene Braunwald, consideró a Darsee como el más notable de los 130 becarios que habían trabajado en su laboratorio y le ofreció un puesto docente en Harvard en 1981. Algunos de sus colegas comenzaron a preocuparse por la exactitud de los resultados de Darsee. Acudieron al director del laboratorio, Robert Kloner, con sus sospechas. Kloner investigó y descubrió que Darsee había estado alterando las fechas de su trabajo de laboratorio para que unas pocas horas de trabajo parecieran varias semanas de datos. Cuando se le informó, Braunwald puso fin a la beca de Darsee pero no informó a los Institutos Nacionales de Salud (NIH), que financiaban la investigación, sobre la mala conducta de Darsee en ese momento.
Braunwald y Kloner llevaron a cabo su propia investigación sobre el trabajo de Darsee y no encontraron ninguna otra evidencia de fraude; tampoco lo hizo un comité de profesores de Harvard designado por el decano de la facultad de medicina. Sin embargo, en octubre de 1981, las discrepancias entre los datos de Darsee y los recopilados por otros centros que realizaban trabajos similares desencadenaron una investigación formal por parte del NIH. La revisión del NIH encontró que el había cometido un amplio fraude científico, fabricando grandes cantidades de datos a partir de experimentos que nunca había realizado. La investigación de Harvard, así como la de Braunwald y Kloner, fueron criticadas por no ser suficientemente rigurosas y por informar que habían "revisado completamente" datos que luego resultaron ser inexistentes. Los NIH le prohibió recibir fondos federales para investigación durante 10 años. El Hospital Brigham and Women's, afiliado a Harvard, tuvo que devolver 122.371 dólares en fondos de investigación al NIH. Esta fue la primera vez que una institución tuvo que devolver dinero a los NIH debido a un fraude en la investigación.

### Fraude científico
Con el tiempo, más investigaciones de Darsee fueron criticadas. Las investigaciones revelaron que el había utilizado previamente datos falsos entre 1966 y 1970, mientras estudiaba en la Universidad de Notre Dame. Tras la investigación de los NIH, Harvard se retractó de 30 de sus artículos y resúmenes en febrero de 1983. La revisión de su trabajo anterior en la Universidad Emory llevó a la retractación de 52 artículos y resúmenes adicionales publicados durante su mandato allí. Braunwald recibió críticas por una supervisión laxa y por crear "un ritmo apresurado y énfasis en la productividad, junto con una interacción limitada con científicos de alto nivel", lo que contribuyó a la facilidad con la que Darsee pudo fabricar datos. Arnold Relman, editor de The New England Journal of Medicine, también criticó a los coautores de Darsee por su desconocimiento de su trabajo y su falta de conciencia sobre la mala conducta científica.

## Últimos años
EL sostuvo que "no recordaba" haber cometido fraude en la investigación. Emitió una disculpa que se imprimió en The New England Journal of Medicine y escribió: "Lamento profundamente haber permitido que estas inexactitudes y falsedades se publiquen en el Journal y me disculpo ante el consejo editorial y los lectores". Luego pidió "perdón por todo lo que he hecho mal".
Posteriormente, obtuvo una beca clínica en cuidados críticos en el Hospital Ellis en Schenectady, Nueva York. Trabajó allí hasta junio de 1983. En 1984, la Junta de Regentes del Estado de Nueva York revocó su licencia para ejercer la medicina en el estado de Nueva York. Ahora trabaja como escritor médico y bloguero bajo el nombre de John Hughes-Darsee y vive con su esposa, Linda Hughes, enfermera quirúrgica, y sus dos hijos en West Nyack, Nueva York.

## Otras fuentes
- «Global trend: More science, more fraud». New York Times. 20 de diciembre de 2005.
- Boffey, Philip M. (15 de enero de 1987). «Study accusing researcher of inaccuracies is published». New York Times.